# Dartford
Dartford est la principale ville du borough de Dartford. Elle est située dans la partie nord-ouest du comté du Kent en Angleterre, à 25 km du centre de Londres, en direction de l'est-sud-est. Le centre-ville est situé dans une vallée traversée par la rivière Darent, au croisement de l'ancienne route allant de Londres à Douvres, d'où le nom, provenant de Darent et ford (gué). Dartford devint une ville de commerce au Moyen Âge mais est aujourd'hui principalement une ville de la banlieue du grand Londres.
Ville natale de Mick Jagger et Keith Richards, chanteur et guitariste des Rolling Stones, Dartford a donné en décembre 2008 à treize de ses rues le nom des plus célèbres chansons du groupe : la Stones Avenue, la Satisfaction Street, la Angie Mews ou encore la Ruby Tuesday Drive.

## Géologie et géographie

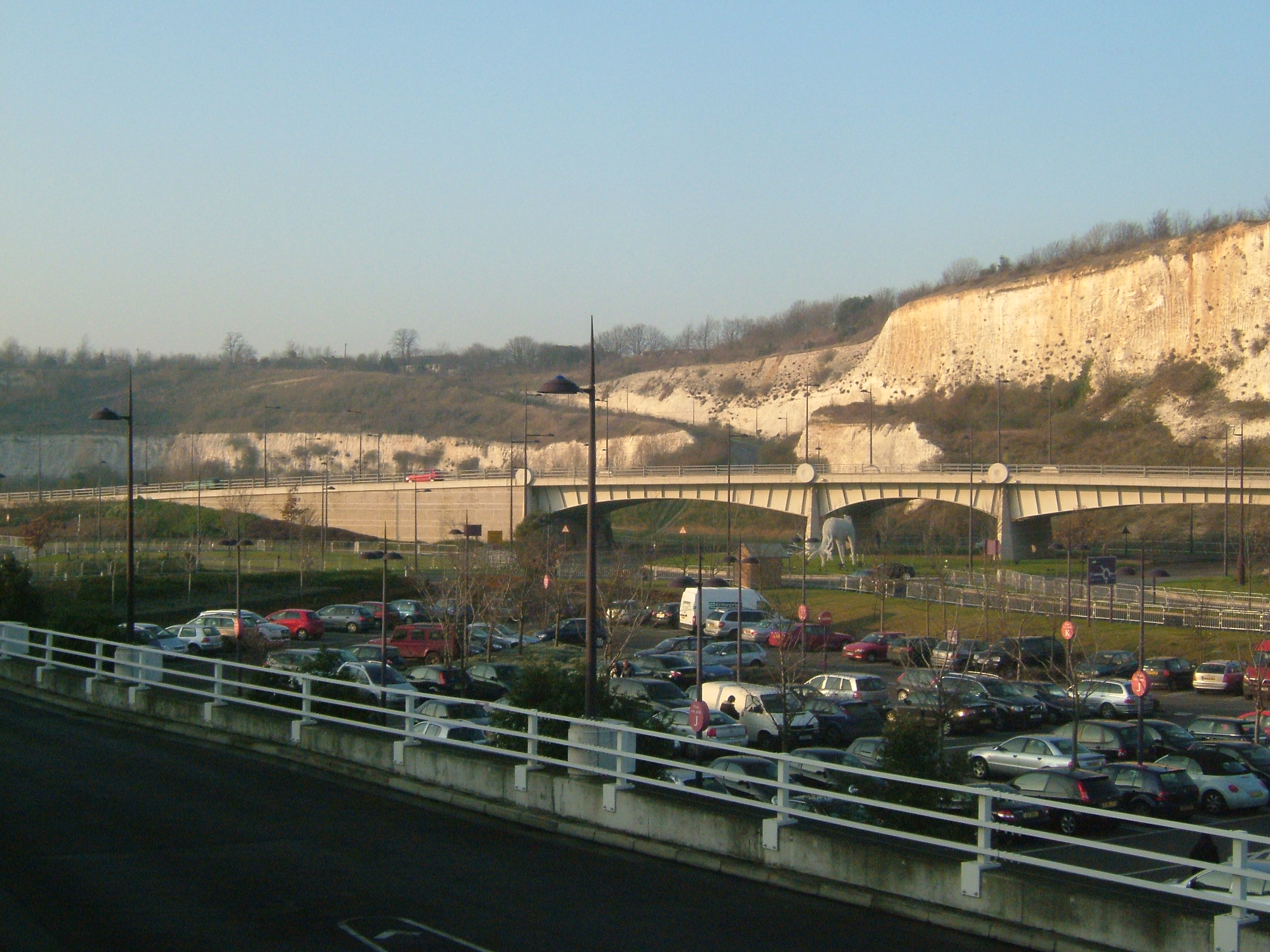
La carrière de craie vue du centre commercial Bluewater.

Dartford se situe dans le bassin de Londres. La zone marécageuse au nord de la ville repose sur de la craie de Londres ainsi que des alluvions charriés par les deux rivières proches, la Darent (en) et la Cray (en), qui se rejoignent à cet endroit. Le plateau sur lequel est située la ville, et que coupe l'étroite vallée du Darent, est constitué de craie surmontée de sable et de gravier.
La ville de Dartford fut fondée par les Romains en tant que point de passage pour traverser la rivière Darent, et comme croisement entre deux routes : celle qui va d'ouest en est partant de Londres et allant vers le continent, et celle qui chemine du nord au sud suivant l'axe de la vallée du Darent. Ceci explique la forme en « T » de la route principale de la ville.
Les marécages du Darent au nord, et la proximité de Crayford dans le quartier londonien de Bexley à l'ouest, ont fait que la ville s'est étendue dans les directions sud et est.
La ville comporte plusieurs quartiers distincts : le centre-ville autour de l'église paroissiale sur la rue principale ; le quartier Joyce Green ; le domaine Temple Hill construit en 1927 ; le Brent (en) ; Fleet Downs ainsi que deux quartiers importants constitués de grands espaces et de quelques zones industrielles. Les espaces verts sont Central Park, le long de la rivière, et Dartford Heath.

## Histoire

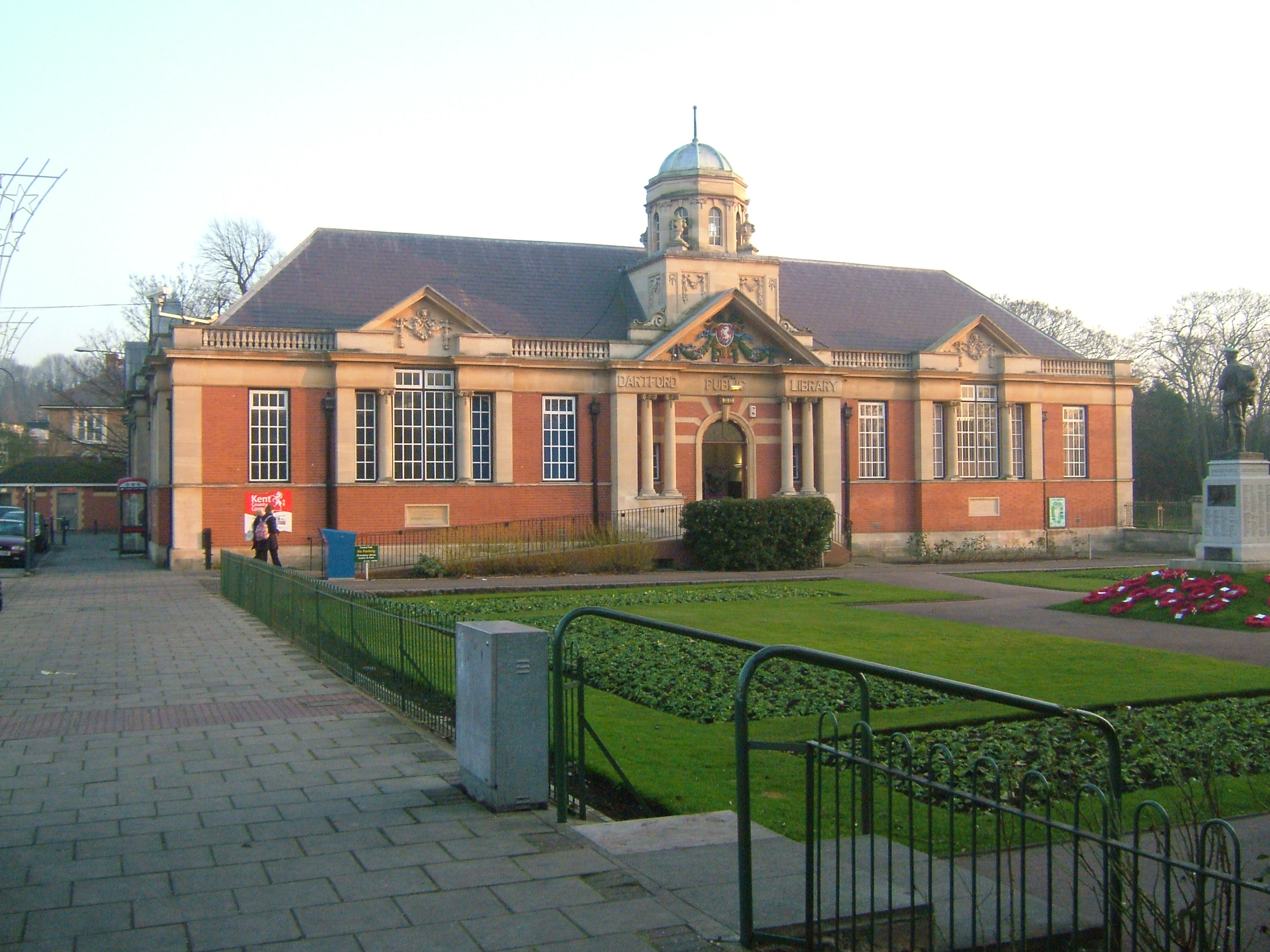
La bibliothèque et le musée avec au premier plan le mémorial de la guerre

Le plus ancien peuplement de la région de Dartford date de la Préhistoire. Une tribu de cueilleurs-chasseurs, décrite comme caractéristique de l'homme de Swancombe (Swancombe Man), y était établie il y a environ 250 000 ans. D'autres fouilles archéologiques ont révélé des traces d'occupation du secteur lors de l'âge de la pierre, de l'âge du bronze ainsi que de l'âge du fer. 
Lorsque les Romains construisirent la route de Douvres à Londres (appelée plus tard Watling Street), il est devenu nécessaire de traverser la rivière Darent par gué ; donnant ainsi ce nom à ce territoire. Des villas romaines furent construites dans la vallée de Darent et à Noviomagus (Crayford), tout près. Les Saxons auraient bel et bien fondé la première colonie à l'emplacement actuel de Dartford. Le manoir de Dartford, appartenant à cette époque au roi Guillaume Ier d'Angleterre, est mentionné dans le Domesday (en français Livre du Jugement Dernier), écrit en 1086 après l'invasion normande.
Au cours de la période médiévale, Darford s'impose du fait de sa position stratégique menant directement au continent, ainsi que sa position sur les principales routes employées par de nombreux pèlerins comme important centre religieux. Au cours du XIIe siècle, les Templiers possédaient le manoir de Dartford. La propriété de la National Trust à Sutton-at-Hone, arrondissement au sud de la ville, est un vestige de cette époque. Durant le XIVe siècle, un prieuré a été construit et deux groupes de moines —l'ordre dominicain et l'ordre franciscain—construisent des hôpitaux pour le soin des malades. À cette époque, la ville devient un petit, mais important centre pour le commerce.
Wat Tyler, de la célèbre révolte des paysans, peut avoir été un héros local. Or, trois autres villes du Kent se réclament ce personnage et il existe d'ailleurs plusieurs raisons de douter de la liaison de Tyler à la ville. Toutefois, l'existence d'un pub à son nom donne néanmoins un peu de crédibilité à cette hypothèse.

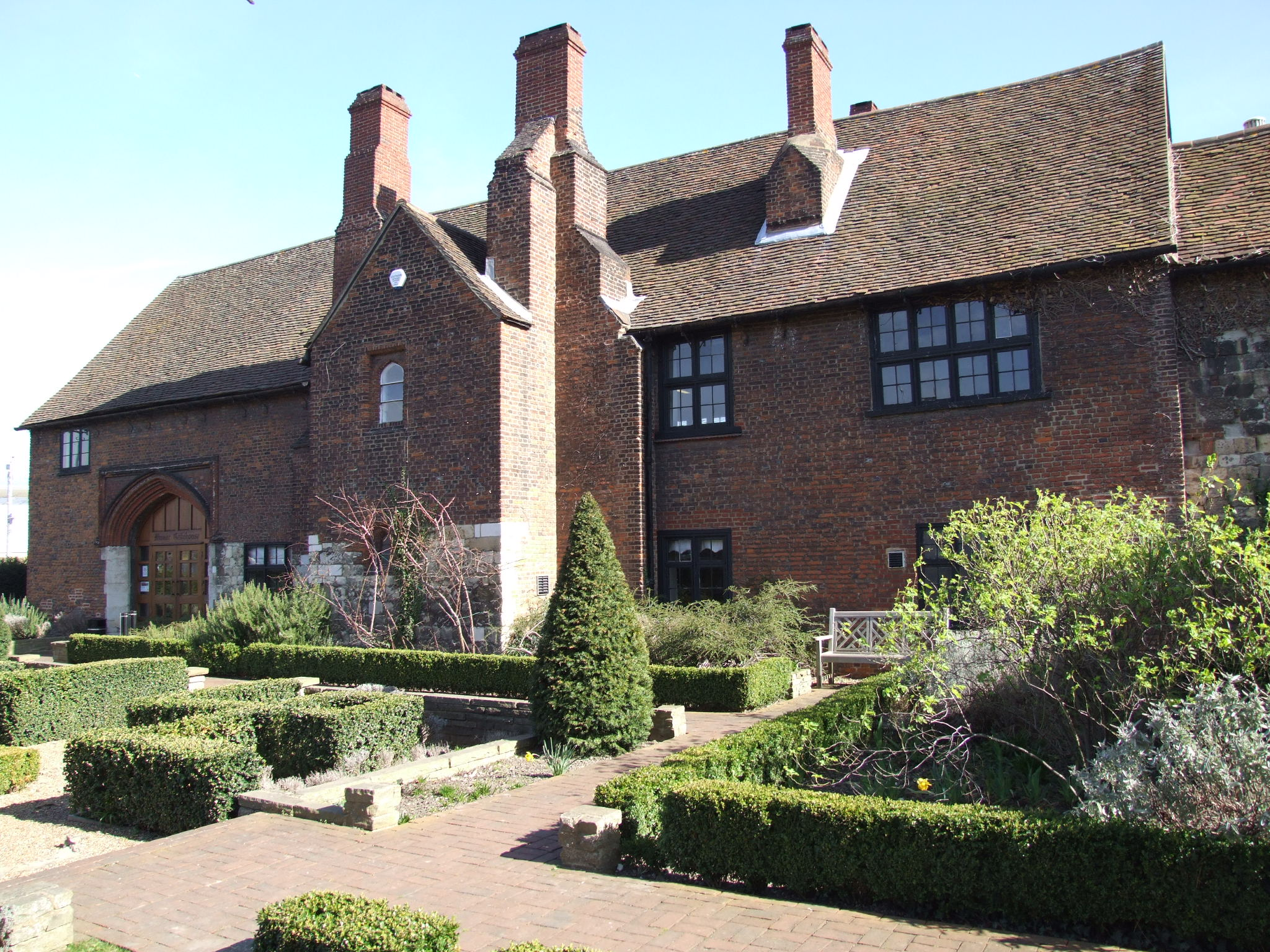
Le manoir royal d'Henry VIII

 Au cours du XVe siècle, deux rois d'Angleterre ont fait partie de l'histoire de la ville. Henri V et ses troupes ont traversé la ville juste avant la bataille d'Azincourt en novembre 1415. En 1422, le corps de Henry V a été transporté à l'église de la Sainte-Trinité par Edmund Lacey, évêque d'Exeter où les funérailles du monarque ont eu lieu. En mars 1452, Richard d'York établit son campement dans Brent avec dix mille hommes, attendant la confrontation avec le roi Henri VI. Le duc capitule auprès du roi et l'emplacement du campement est aujourd'hui nommé York Road.
Alors que de nouveaux types d'industries apparaissaient dans la ville (voir plus bas), le XVIe siècle a été pour Dartford le théâtre de profonds changements du commerce, fondé essentiellement à ce moment sur l'agriculture. Le prieuré a été détruit en 1538 en raison de la Dissolution des monastères et un nouveau manoir a été construit par le roi Henri VIII. En 1576, la Dartford Grammar School est fondée afin de prodiguer une éducation pour le peuple, comme le voulaient les Tudors.
Beaucoup de protestants ont été exécutés durant le règne de Marie Ire d'Angleterre (1553-1554) et Philippe II d'Espagne et Marie (1554-1558) incluant notamment Christopher Waid, un tisserand de lin de Dartford brûlé à mort sur le bûcher devant des milliers de spectateurs en 1555. Le mémorial des martyrs commémore la mort de plusieurs martyrs dont Waid.

## Industrie

### Histoire de l'industrie à Dartford
Les premières industries furent celles liées à l'agriculture comme le brassage des bières traditionnelles et des ales. L'exploitation minière de la chaux ainsi que celle de la craie étaient également importantes. Le fulling, technique qui consiste à nettoyer et épaissir des morceaux de tissus, spécialement la laine, demandait beaucoup d'eau ce que la rivière pouvait fournir. Ceci a mené à d'autres industries où l'eau à une importance capitale : l'utilisation de la puissance (énergie potentielle) de cette ressource pour faire fonctionner de la machinerie.
Sir John Spilman fut le premier à implanter une papeterie en Angleterre à Dartford en 1588 sur un site près du chemin "Powder Mill". Cette usine accueillit rapidement quelque 600 employés devenant ainsi une source significative d'emplois pour la région. Des mines du fer dans les "Weald" d'Angleterre près de Dartford étaient à cette époque en pleine exploitation et les lingots produits étaient envoyés à la toute première usine de transformation du fer de l'Angleterre, construite en 1595 par Godfrey Box, un immigrant des Pays-Bas et située près de la rivière Darent, à la crique de Dartford. En 1785, une forge sur la rue Lowfield commence à fabriquer des locomotives, chaudières et de la machinerie. Une certaine partie de cette machinerie était destinée pour la poudrerie locale exploitée par Miles Peter Andrews et la famille Pigou. En 1785, la firme J&E Hall est implantée et se spécialise tout d'abord dans la conception de machinerie lourde, puis plus tard, dans l'équipement de réfrigération et enfin, en 1906, dans la production de voitures.
C'est de ses débuts au cours du XVIIIe siècle que les bases de l'industrie assureront la croissance et la prospérité futures de Dartford.
En 1840, l'usine de moutarde Saunders & Harrison était décrite comme étant probablement la plus grosse du royaume. Les Papeteries de Dartford furent construites en 1862 lorsque la taxe sur le papier fut abolie. Entre 1844 et 1939, une autre usine utilisant abondamment l'eau s'est installé sur la rue Bullace : celle d'impression sur tissus d'Augustus Applegath.
La demande créée par la Première Guerre mondiale amène l'augmentation significative de la production par l'usine locale Vickers causant un impact positif sur l'économie locale. Les usines de produits chimiques de Burroughs-Wellcome, maintenant appelée GlaxoSmithKline ont fait de Dartford une ville importante pour l'industrie pharmaceutique. Au cours de la guerre, plusieurs réfugiés belges arrivent dans la ville, mais faute de pouvoir tous les loger, plusieurs personnes furent logées avec des volontaires.

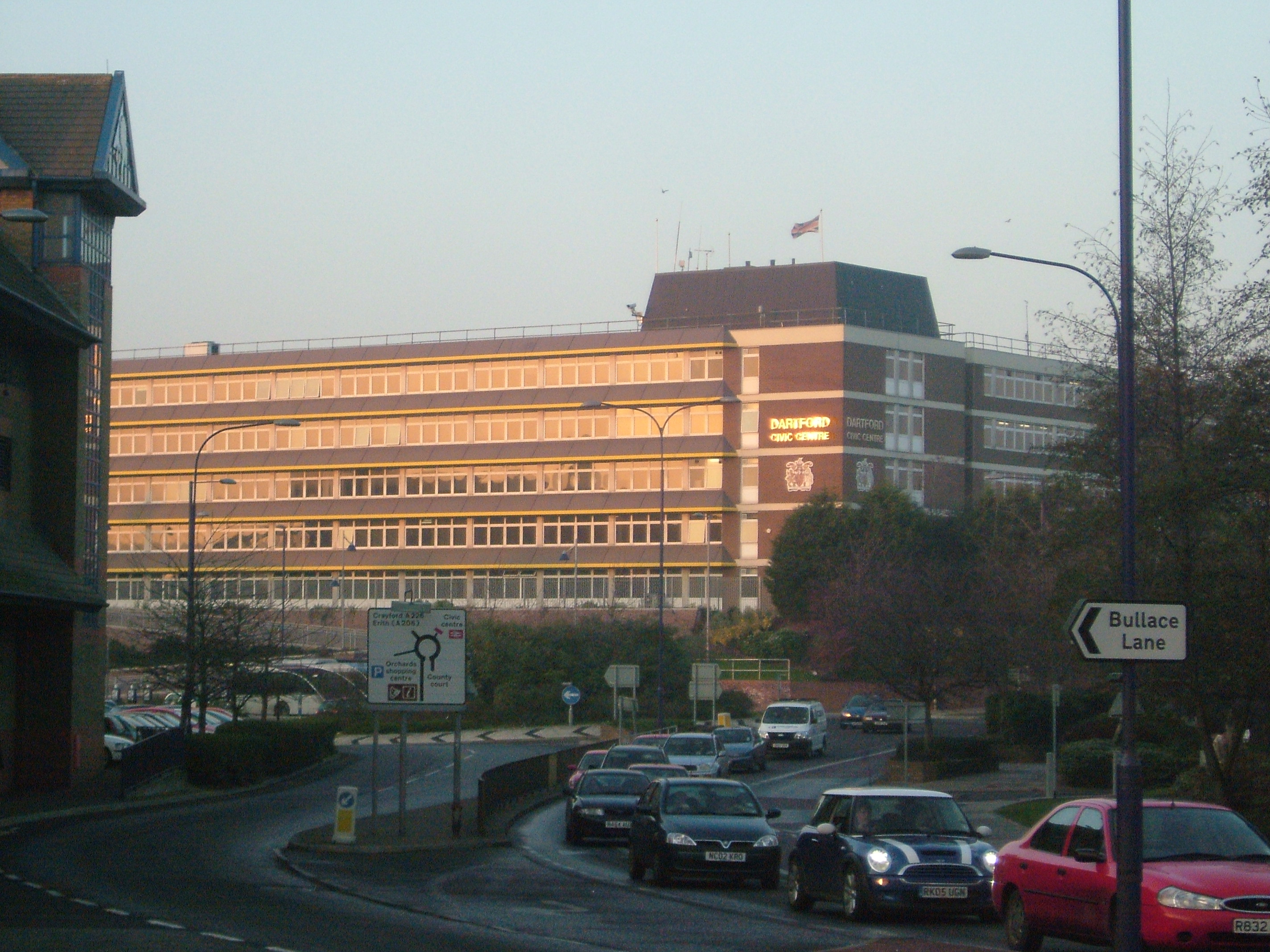
Centre municipal de Dartford

Il y a eu depuis 1939, d'importantes centrales électriques sur la Tamise à Littlebrook, au nord de la ville. La centrale actuelle, qui possède l'une des plus hautes cheminées du Royaume-Uni, date du début des années 1980.

### Complexes industriels
Dartford, comme plusieurs autres villes de taille similaire, possède une périphérie de secteurs à la fois résidentiels et industriels. Ce dernier comprend ceux listés ci-dessous, dans le sens horaire :
- Le complexe industriel de Riverside, à côté de la rivière Darent, au nord de la ville
- Crossways Business Park. Le développement important de cette périphérie depuis les dernières années se retrouve de part et d'autre de la route A206. À l'intérieur de celui-ci, les secteurs sont:
  - "Admirals Park"; "Masthead" et le "Newton Court"
  - Le terminus international des traversiers de Dartford
- Le complexe industriel "Orbit One"
- Le complexe industriel "Questor"
- Quatre autres complexes près de la route A206 d'autrefois, au nord-ouest :
  - Le parc industriel Victoria
  - Le complexe commercial de Burnham
  - Le complexe industriel de Miilside
  - Le complexe industriel d'Acorn

Au début de 2006, la South East England Development Agency (en) (SEEDA) a acheté un terrain de 2,6 hectares au bord de la ville qui était utilisé par Unwins, une chaîne de magasins vendant des vins et spiritueux. L'agence a également acheté le "Matrixe Business Center afin de protéger son futur. Elle a l'intention de développer le site qui ferait office d'"Entrée nord de Dartford" avec un mélange de développements résidentiels et d'entreprises de commerce au détail et autres.

### Le déclin

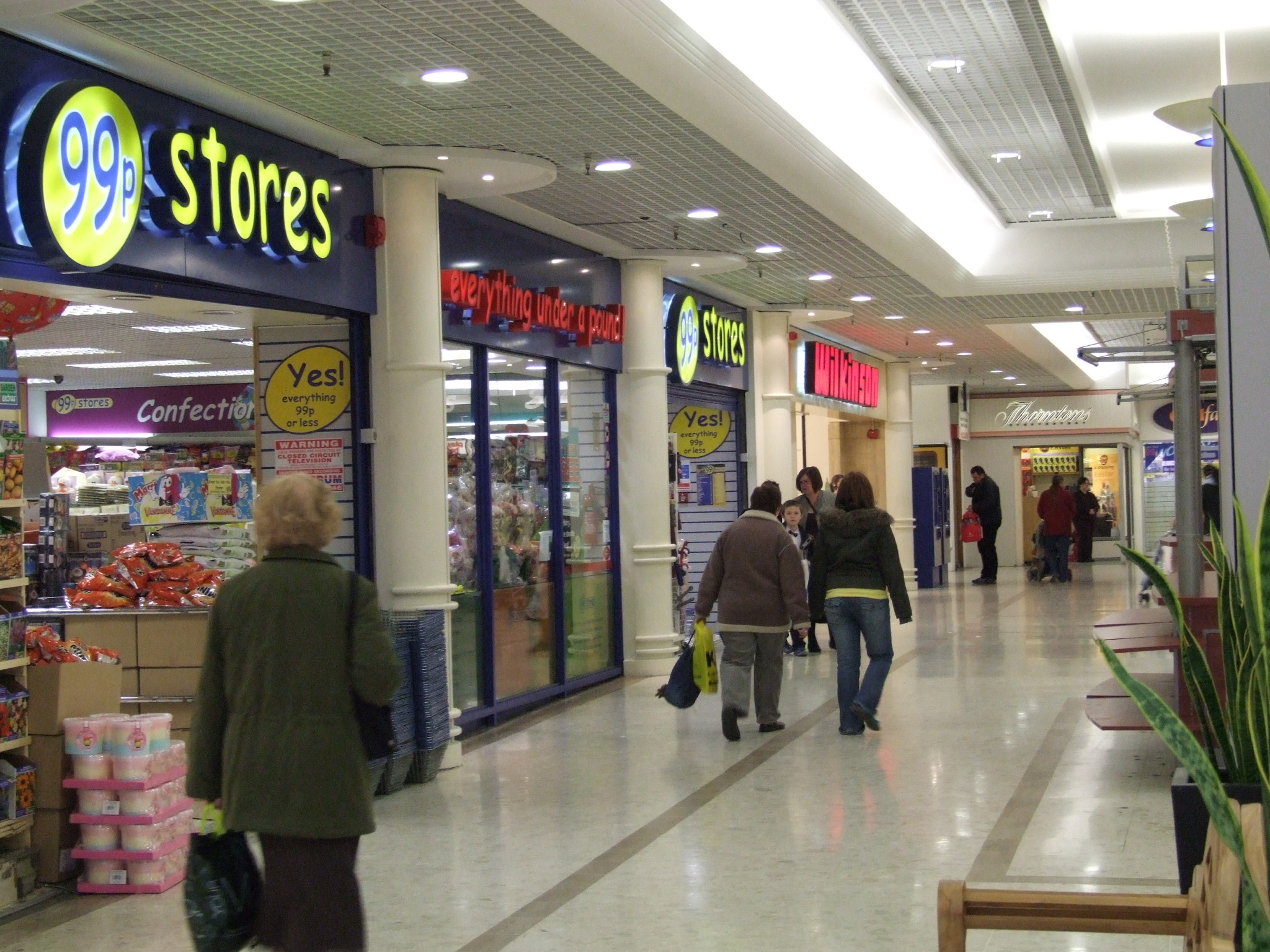
Quelques commerces de vente au détail à bas prix au "Priory shopping centre"

Certaines des industries les plus importantes de Dartford ont souffert d'un énorme déclin au cours du XXe siècle entraînant son lot de licenciements ainsi que d'une augmentation du taux de chômage.

Les brassage de bière, la fabrication de papier, la minoterie et la l'industrie du ciment furent les secteurs d'activité industrielle principaux à disparaitre ou à souffrir d'un important déclin. Tout près, les usines de ciment Swanscombe (maintenant revitalisé en un centre d'achat) furent fermées en 1990. Cette industrie avait apporté une grande prospérité aux compagnies impliquées dans la transformation du ciment, mais a laissé derrière elle en héritage un terrain localement pollué ainsi que pillé et délabré. C'est d'ailleurs pour cette raison que la ville de Dartford a mis sous contrôle 6,88 km2 de terrain abîmé par l'extraction intensive de ces industries. La pollution entraînée par les poussières de ciment fut le genre de plainte qu'on pouvait lire dans la presse locale durant tout le XXe siècle.
Depuis la fermeture des principaux employeurs de Dartford qu'étaient Seagers, J. & E. Hall, Vickers et Burroughs Wellcome (maintenant GlaxoSmithKline) et le re-développement de Bexleyheath en une ville commerçante dans les années 1970 (sans oublier le récent développement du Centre d'achat de Bluewater), la ville a perdu un nombre significatif de sa population montante de Génération X. Ceci s'est clairement reflété dans le déclin prononcé du nombre visible de magasins de marque et ses deux centres d'achats. À son sommet dans les années 1980, Dartford avait plusieurs chaines de magasins prestigieuses telles Sainsbury's, W.H. Smiths, Topman, Boots, et Marks & Spencer, mais plusieurs de ceux-ci ont fermé durant le début de 90 pour laisser la place à des marques moins dispendieuses telles Primark et Wilkinson.

### Sa reprise

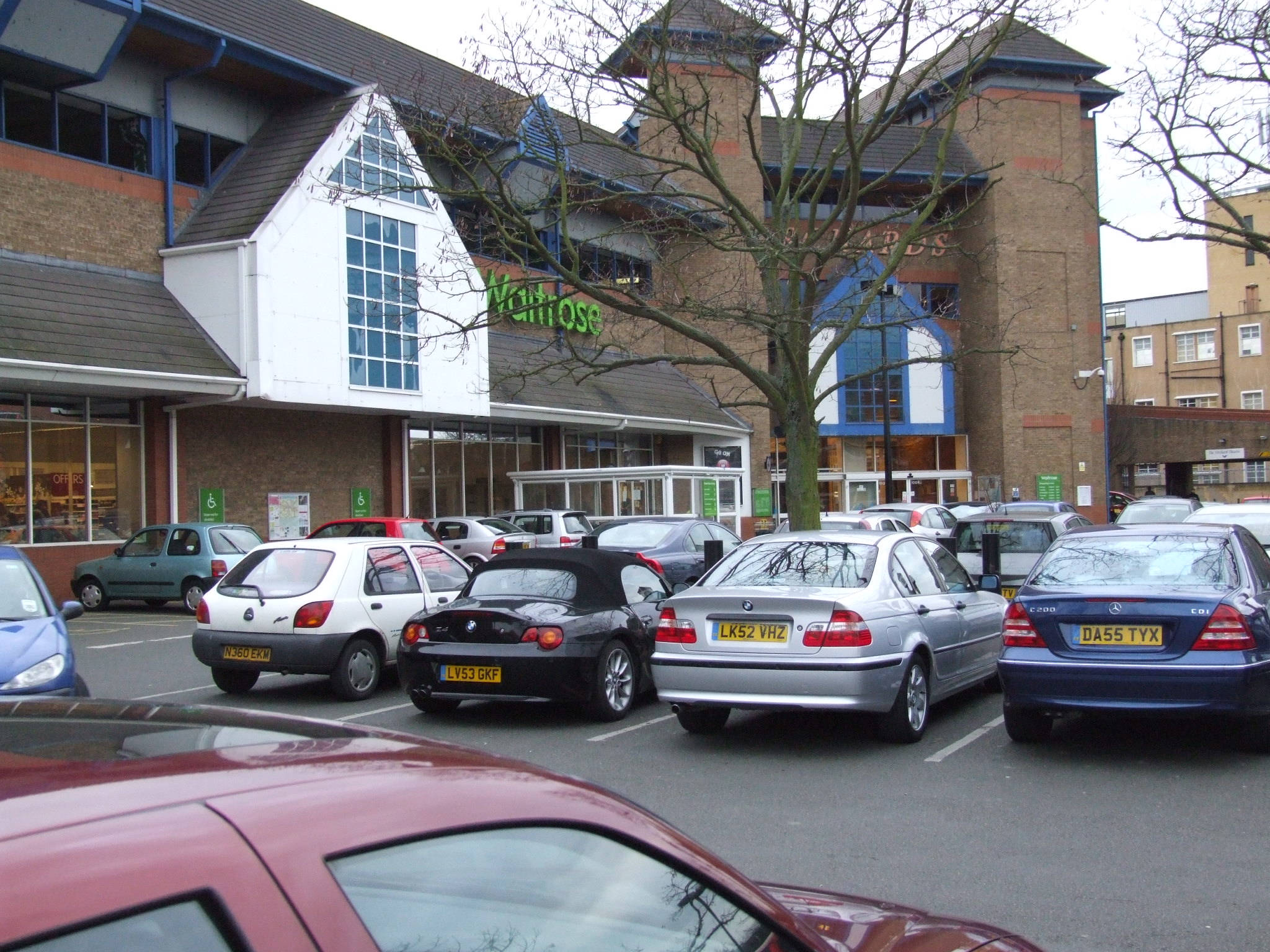
Orchards & Waitrose

En 2007, la ville a vu une augmentation du nombre de distribution de  chaînes dans ses environs. Comme B&Q, Marks & Spencer (un retour), TK Maxx et Asda ont ouvert de nouveaux outlets aux limites du centre-ville. Avant ceci, Safeway avait pris part au développement du deuxième centre commercial, "The Orchards". Le site de Safeways fut ensuite remplacé par Waitrose et continue d'être l'une des quelques grandes marques de la ville. La rue principale, historique et auparavant animée, ainsi que son centre commercial adjacent, le Prieuré, continuent leur déclin.

## Démographie
En 1801, la population de Dartford était de 2 400 habitants. Le recensement de 2001 donne un nombre d'habitants qui se monte à 85 911. L'essentiel de cette croissance peut être associé au fait que Dartford fut, à une époque, une ville industrielle.
Le taux de chômage indiqué par le recensement de 2001 est de 3,8 % ; en 2006, il a baissé à 2,2 %, soit sous la moyenne nationale.

## Culture

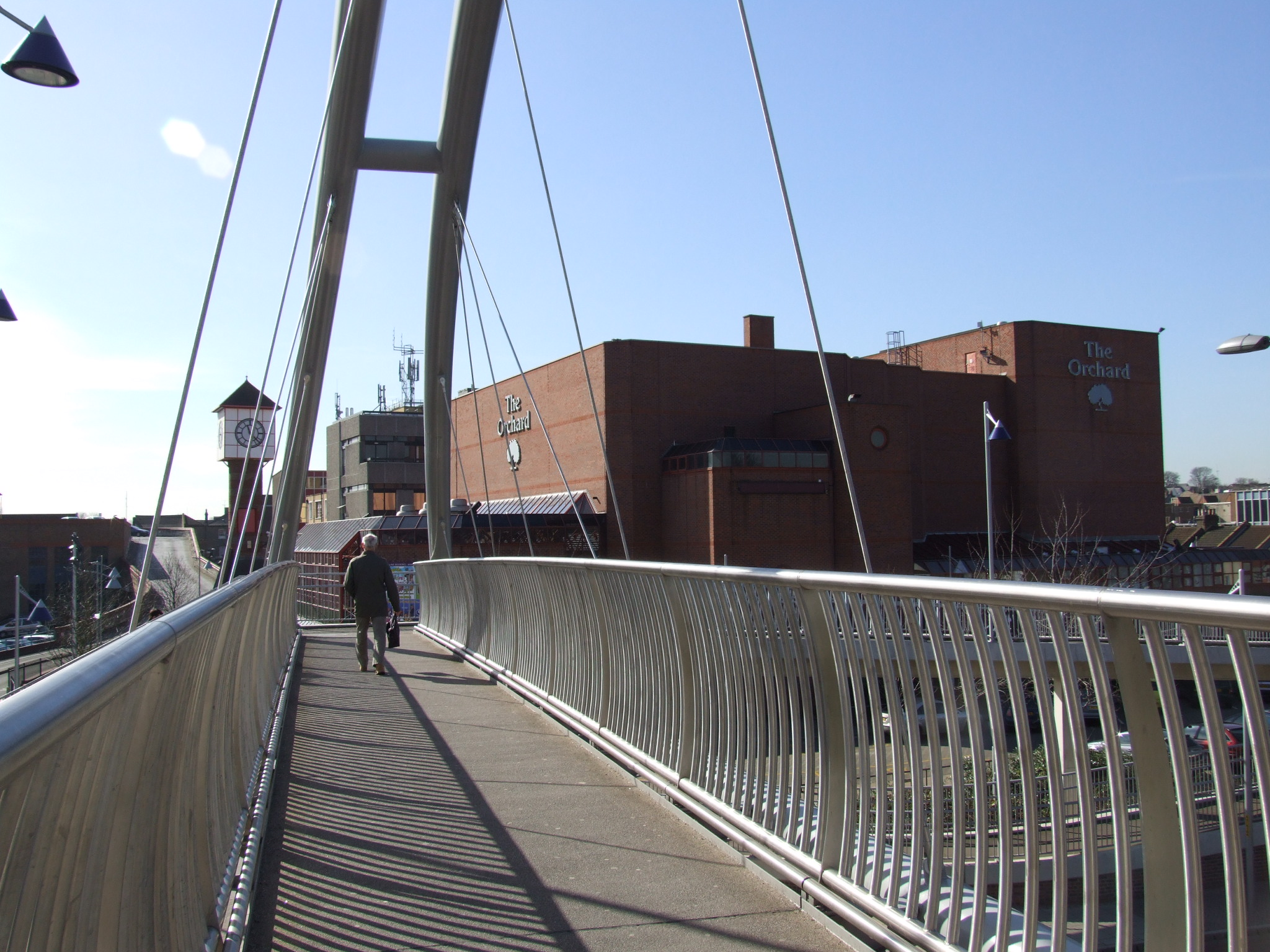
Le Théâtre Orchard, vu de la passerelle au-dessus de la route A226

Dartford a deux établissements principaux qui concernent l'Art performance. Le Théâtre Orchard, situé dans le centre-ville, est un théâtre véritablement professionnel assurant la présentation d'un large éventail de drames, danses, musiques et de divertissements en général. Le Centre Mick Jagger, construit sur le terrain de la Dartford Grammar School, ouvert en 2000, fournit de l'équipement et une installation pour les arts communautaires à travers la grande région. Le musée local est à l'intérieur du même bâtiment que la bibliothèque. 
Dartford possède une équipe de football (soccer), Dartford F.C., qui joue les matchs locaux au "Princes Park Stadium" et est membre de la ligue "Isthmian League Premier Division".

## Transport

### Réseau routier

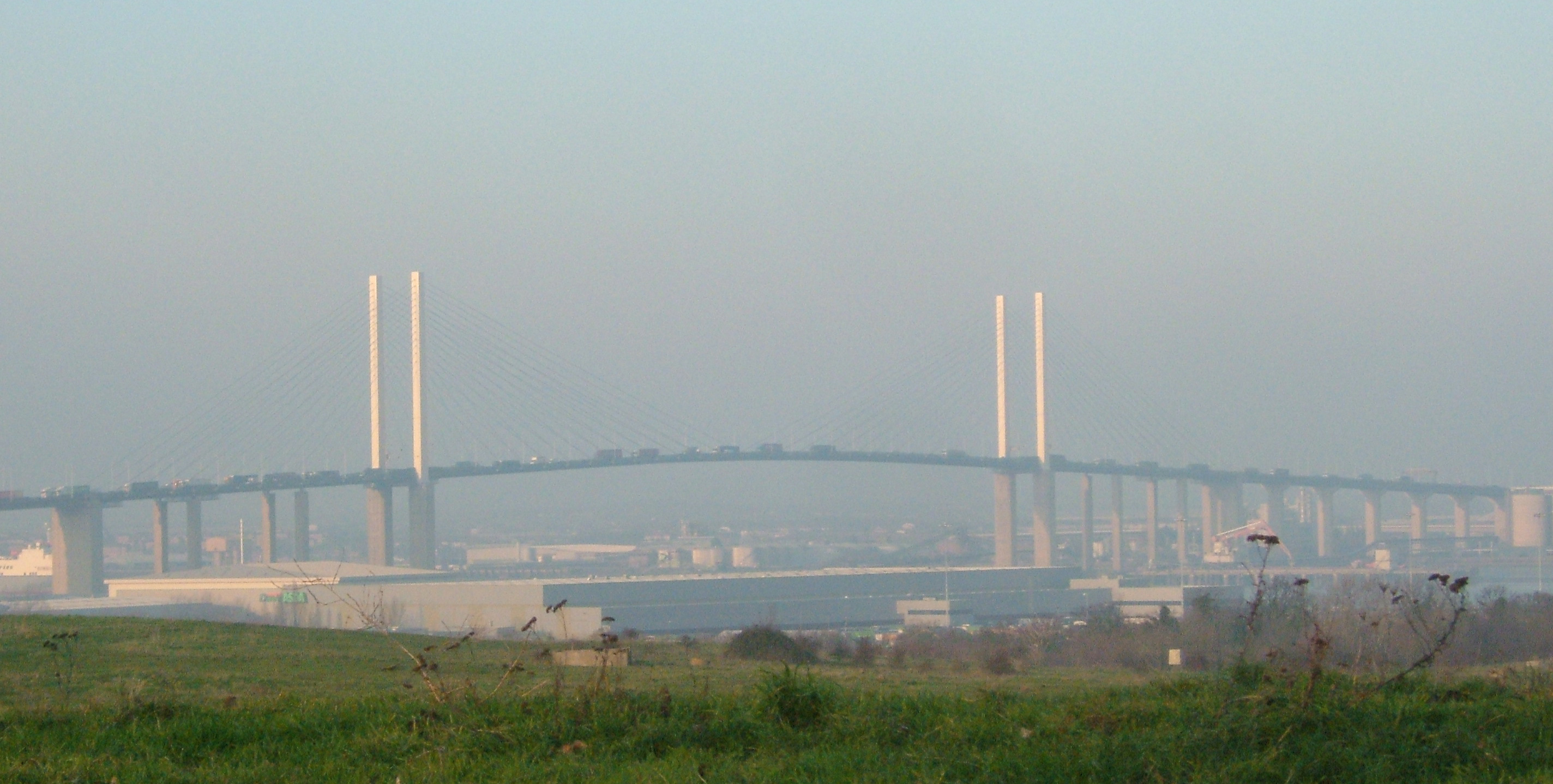
Le Queen Elizabeth II Bridge

Depuis l'époque romaine, Dartforf a toujours été important pour le transport par voie terrestre. La construction de ce qui allait devenir la Watling Street, qui passe par la ville et franchit la rivière, était de grande importance pour les communications à travers l'Empire romain en permettant de relier Londres à Douvres ainsi qu'au reste du continent. D'ailleurs, même après le départ des Romains de l'île, cette route a continué à être utilisée et maintenue en bon état. En effet, l'introduction de la diligence a augmenté la quantité de trafic sur la route obligeant ainsi, et ce, dès le XVIIIe siècle, à contrôler les coûts d'entretien de cette route abondamment utilisée. Des routes à péage ont été instaurées par une loi du Parlement. Dartford était dès lors servie par deux routes : "Walting Street" et une autre au sud de Sevenoaks, toutes deux mise en service entre 1750 et 1780.
L'arrivée de la locomotive a mis fin aux autoroutes à péage et l'amélioration des routes tourna presque au point mort. Dans le premier quart du XXe siècle, qui a également vu l'avènement du transport motorisé, le tarmacadam, un ancêtre de ce qui allait un jour permettre le développement des chaussée modernes, a vu le jour. En 1925, la construction de ce qui allait devenir l'autoroute A2 a déplacé le trafic de Dartford car une voie de contournement (rocade) fut construite (Princes Way). Aujourd'hui, la route principale qui traverse la ville est la route A226. La route à péage d'autrefois au sud de Sevenoaks est maintenant la route A225. Une voie de contournement encore plus récente, la route A206, a été construite et permet d'éviter le centre-ville par le nord. Son but principal est de permettre au trafic de se déplacer des développements industriels aux abords de la Tamise vers le Dartford Crossing qui permet à la route A282 de rejoindre Thurrock, sur la rive opposée. 
Ainsi, cet ensemble d'ouvrages est constitué de :
- un pont à péage, le Queen Elizabeth II Bridge, ouvert en 1991 ;
- deux tunnels parallèles, plus anciens, toujours en service, situés en amont du pont, dont le premier fut ouvert en 1963 et son jumeau, en 1980[7].

Le "Fastrack", une innovation récente, est un système de bus express qui relie les agglomérations du Kent bordant la Tamise. Il est d'ailleurs toujours en développement (2007).

### Réseau ferroviaire

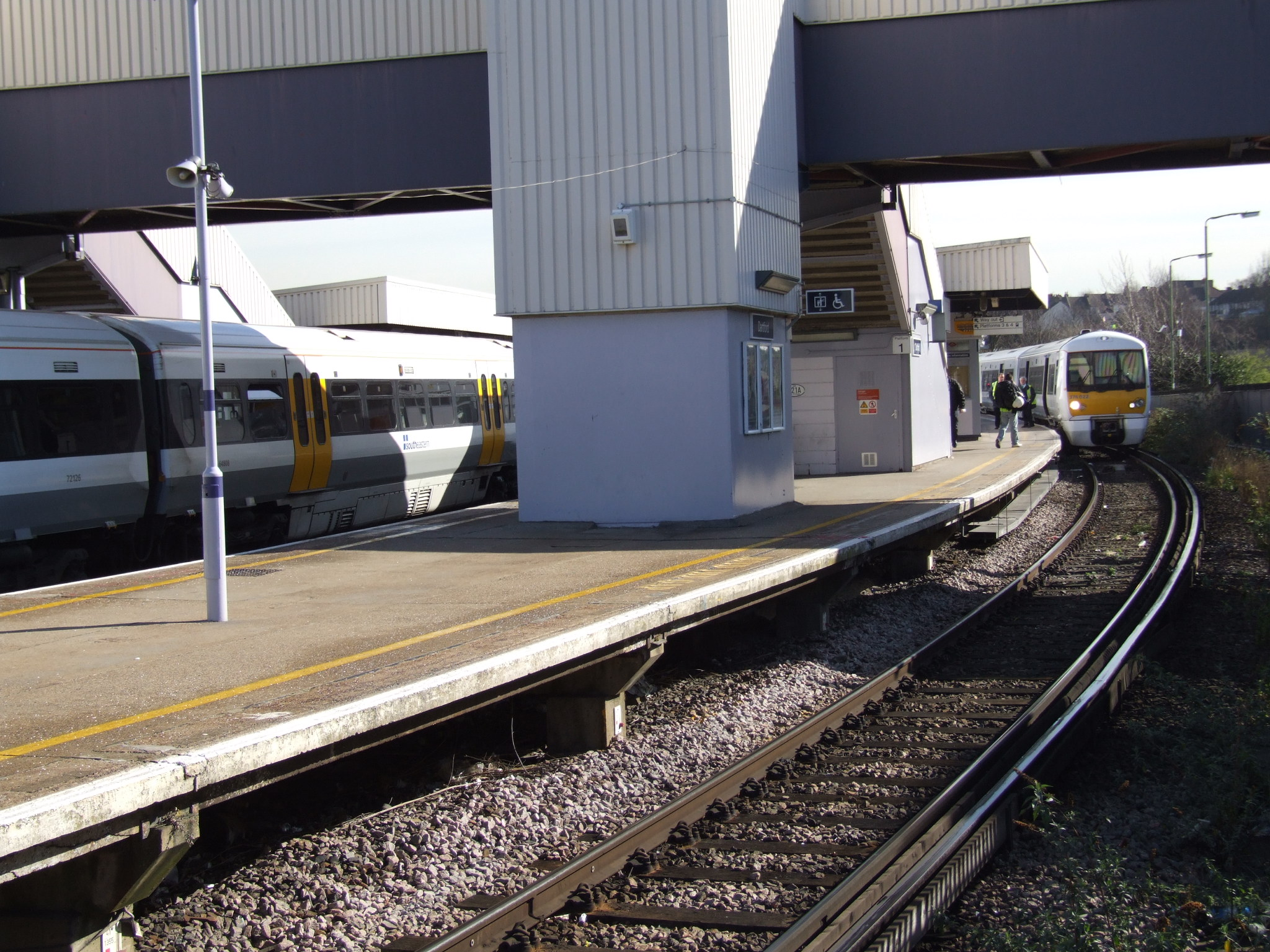
Les trains 'Networker' et 'Electrostar' à la station de Dartford

Le premier chemin de fer partant de Londres et atteignant Dartford fut le "North Kent Line" via Woolwich en 1849, relié par Gravesend avec la ligne Medway Towns. Ultérieurement, deux lignes supplémentaires ont été construites :
- La "Dartford Loop Line" passant par Sidcup et ouverte en 1866 ;
- La "Bexleyheath Line" ouverte en 1895.

Ces trois voies ferrées font de la station de Dartford une intersection très achalandée. Toutes les lignes furent électrifiées le 6 juin 1926 rendant donc le trafic de cette ville intense.

## Éducation
Il existe plusieurs écoles secondaires à Dartford : 
- Dartford Grammar School
- La "Dartford Grammar School" pour filles
- La "Wilmington Grammar School for Boys"
- La "Grammar School for Girls, Wilmington"
- Le collège "Wilmington Enterprise"
- Le collège "Dartford Technology"
- L'académie "Leigh Technology"
- Le collège "North West Kent"

## Lieux de culte
- Églises anglicanes
  - "Christ Church", Cross Road
  - "Holy Trinity", High St
  - "St Albans", rue St Albans
  - "St Edmunds", Temple Hill
  - "St Michaels", Church Hill
- Églises catholiques
  - "St Anselms", West Hill
  - "St Vincent's", Temple Hill
- Églises baptistes
  - "Temple Hill Baptist", rue St Edmunds
  - "Baptist Chapel", Highfield Road - Construite par Alfred Sturge
- Églises méthodistes
  - "Dartford Methodist", Spital St
  - "Brent Methodist", Brent Lane
- Autres confessions
  - "St Andrews United Reformed Church", Watling St
  - L'Armée du Salut, Hythe Street
  - "Dartford Community Church", Dartford Road
  - "Emanuel Pentecostal Church", East Hill
  - "Quaker Society of Friends", Holmesdale Gr
  - "One With Grace Church", Hawley Road
  - "Gateway Vineyard Dartford", Market Square (www.dartfordvineyard.org)
  - "Wilmington Christian Fellowship", Broad Lane, Wilmington

### The parish church

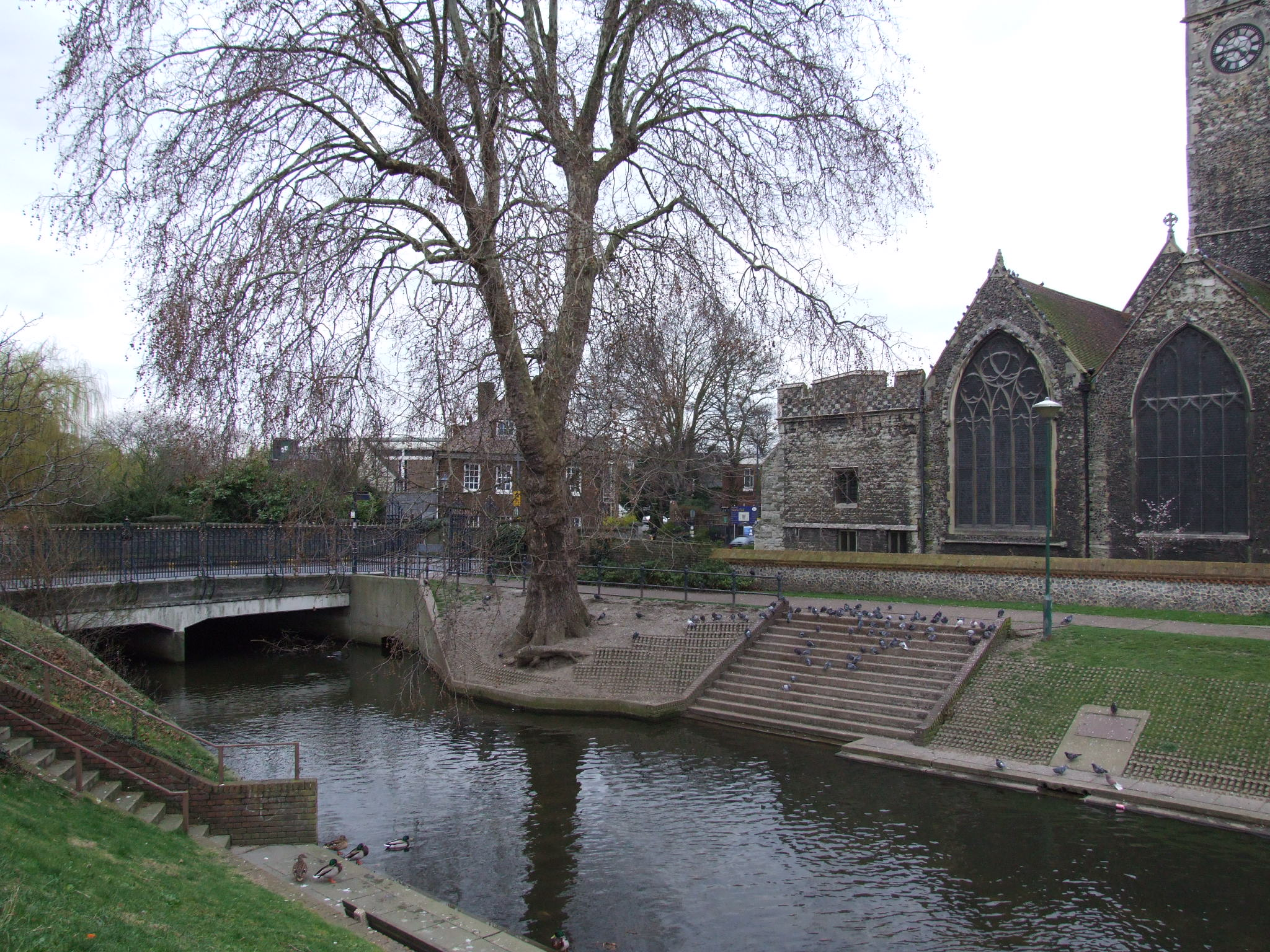
Le gué, maintenant le pont de Dartford sur la rivière Darent et l'église "Holy Trinity"

L'église paroissiale, Holy Trinity (« Sainte-Trinité »), est située sur la rive ouest de la rivière Darent où les ermites pouvaient faire traverser le gué aux voyageurs. L'église fut à l'origine, au IXe siècle, une structure d'inspiration saxonne mais a acquis des ajouts de style Nordique. Au XIIIe siècle, un mariage royal fut célébré à cet endroit et donc aujourd'hui, les choristes ont le droit de porter des habits écarlates. Il y a également dans l'édifice une plaque commémorant le travail de Richard Trevithick, un des pionniers de la propulsion à la vapeur qui a vécu, travaillé et est mort dans cette ville.
Le cimetière est situé au St Edmund's Pleasance au sommet de East Hill ce qui augmenta la popularité du vers traditionnel et péjoratif  « … buried above the steeple » (« enterré au-dessus du clocher »). L'église n'a en fait aucun clocher, mais plutôt une tour imitant le bruit de huit cloches.

## Santé
Il y a ou a déjà eu plusieurs hôpitaux dans la ville, mais la majorité d'entre eux ont été fermés depuis l'ouverture de "Darent Valley Hospital". L'un des plus connus est le "Stone House Hospital" à l'est de la ville qui fut ouvert le 16 avril 1866 en tant qu'asile psychiatrique de la ville de Londres. Cet hôpital était, et est toujours d'ailleurs, le plus gros et imposant édifice et fut construit sur un vaste terrain avec des remparts. Il est demeuré sous l'administration de la ville de Londres jusqu'en 1948 où il fut dès lors transféré au « National Health Service » (NHS). Ce bâtiment était, jusqu'à tout récemment, responsable de la distribution des soins de santé pour la région et possède également une école de soins infirmiers, le « Livingstone Hospital ». Les bâtiments principaux de ce complexe sont maintenant fermés et les locaux seront convertis en luxueux appartements.

## Espaces verts

### Central Park

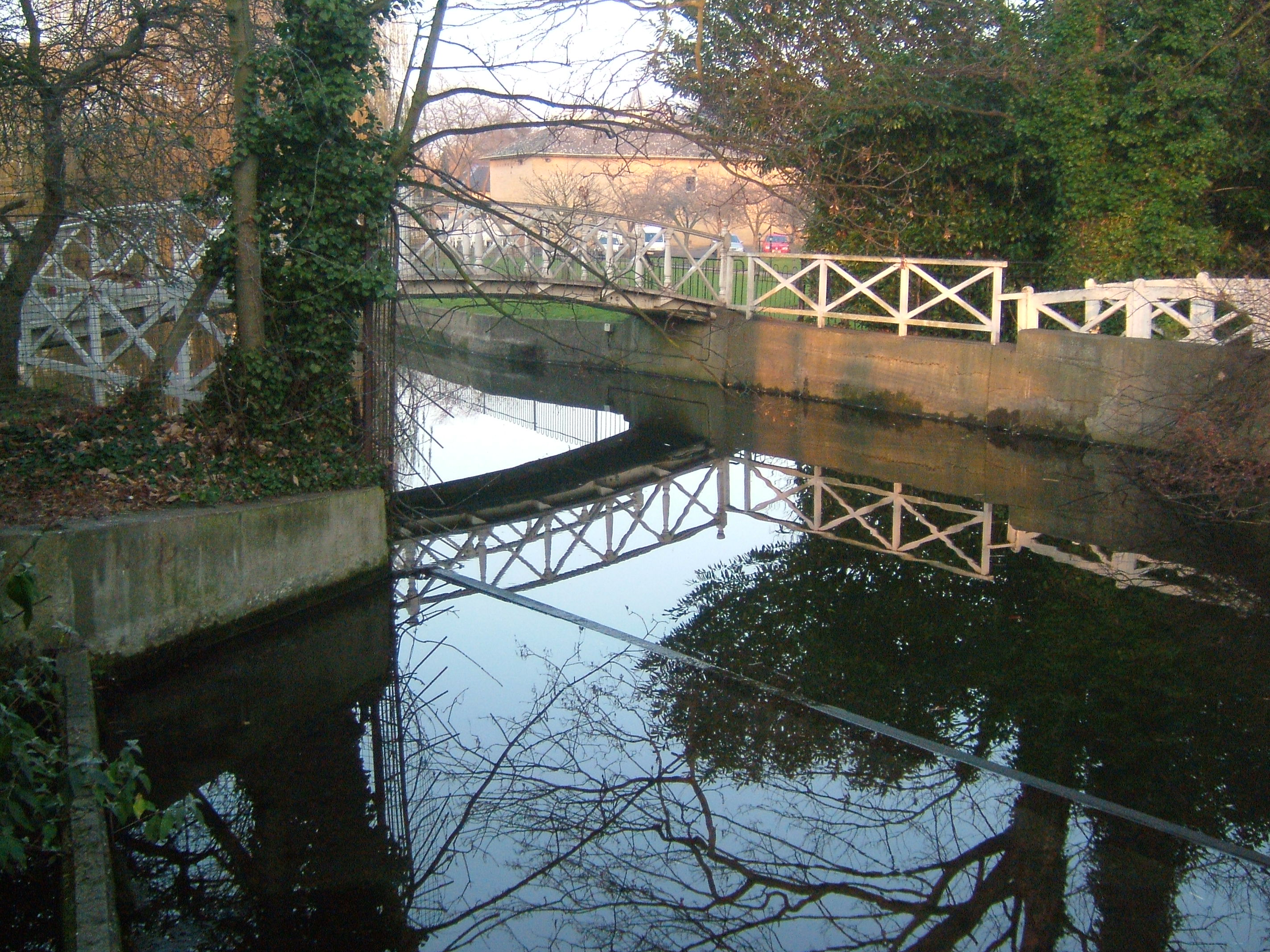
La rivière Darent vue de Central Park

Comme son nom le suggère, ce parc plutôt conventionnel se trouve au centre-ville et couvre une superficie de 26 acres. Le festival annuel de Dartford se passe à cet endroit durant le mois de juillet.

### Dartford Heath
Ce parc au sud-ouest de la ville s'étend sur 314 acres. Il a toujours eu une importance historique : des tumulus préhistoriques et des artéfacts de l'âge du bronze y ont été découverts. Le tout premier match connu de cricket y fut disputé en 1723 et la "Society of Royal Kentish Bowman" y fut brièvement installée entre 1785 et 1802 et elle est d'ailleurs toujours connue sous le nom de "Bowmans".
Ce territoire est officiellement reconnu comme une Area of Outstanding Natural Beauty. Il contient trois étangs ("Donkey Pond", "Woodland Pond" et "North Pond") ainsi qu'une variété d'habitats : une prairie, un boisé semi-naturel à feuilles larges, un éricacetum ainsi que d'autres espèces florales. Il s'agit d'un terrain communal et a donc pu éviter d'être clôturé au cours de la fin du XVIIIe siècle et le début du XIXe siècle. Ce parc est également à l'origine du nom « fauvette pitchou » qui fut donné à l'espèce d'oiseau Sylvia undata.

## Personnalité célèbres
Ville natale de Mick Jagger et Keith Richards, chanteur et guitariste des Rolling Stones.
Les personnes suivantes ont ou ont eu un rapport avec Dartford :
- Andy Hessenthaler (1965- ), manager et joueur de soccer
- Malcolm Allison (1927-2010), manager et joueur de soccer
- Anne de Clèves (1515-1557), quatrième femme de Henri VIII qui a vécu à Dartford après son divorce
- Andrea Arnold (1961- ), producteur de films gagnant aux Oscars en 2004 et également à l'Académie britannique des arts de Télévision et de Film en 2007
- Simon Beale (1972- ), présentateur à la radio
- Peter Blake (1932- ), artiste Pop art
- Brian Cant (1933- ), animateur britannique pour enfants, qui vécut plusieurs années à Dartford ;
- Dave Charnley (The Dartford Destroyer) (1935- ), boxeur champion invaincu chez les poids légers britanniques
- Cobra (1963- ), personnalité de la télévision (Gladiators)
- Graham Dilley (1959- ), joueur de cricket
- Andy Fordham (1962- ), champion mondial de fléchettes aux darts en 2004
- Len Goodman (1942- ), juge de danse professionnelle et célébrité reconnue dans des séries de la BBC
- Ivor Gurney (1890-1937), compositeur et poète
- Henry Havelock (1795-1857), général anglais
- Mark Homer, acteur
- Henry Ambrose Hunt (1866-1946), météorologiste
- Phil May (1944- ), chanteur du groupe The Pretty Things
- Dick Taylor (1943- ), guitariste du groupe The Pretty Things
- Mick Jagger (1943- ), chanteur du groupe The Rolling Stones
- Keith Richards (1943- ), guitariste de groupe The Rolling Stones
- Glen Johnson (1984–), joueur de soccer
- Sidney Keyes (1922-1943), poète de guerre
- John Latham (1743-1837), médecin, naturaliste et écrivain
- Matt Morgan (1977- ), écrivain de comédie et DJ
- Topsy Ojo (1985- ), joueur de rugby pour le London Irish et l'équipe d'Angleterre de rugby à XV. Il est allé à "Dartford Grammar School"
- Min Patel (1970- ), Joueur de cricket pour le Kent et l'Angleterre
- Michael Pearson (1936- ), historien et auteur
- John Rushby, informaticien
- Paul Samson (1953-2002), guitariste rock
- Alec Stock (1917-2001), manager et joueur de soccer
- Alfred Sturge (1816-1901), Pasteur et missionnaire
- Margaret Thatcher (1925- 2013), ancienne Première ministre anglaise et a participé à l'élection pour le siège au parlement pour Dartford en 1950 et 1951
- Richard Trevithick (1771-1833), inventeur et ingénieur des mines
- William James Erasmus Wilson (1809-1884), chirurgien
- Malcolm Wakeford, musicien et compositeur
- Terry Hollands - Homme fort et gagnant en 2007 de l'Anglais le plus fort
- Jamie O'Hara (1986–), joueur de football
- Joseph Maas (1847-1886), ténor

## Liens internationaux

### Villes jumelées
- Hanau, Allemagne (Hesse)
- Capelle, Pays-Bas (Hollande-Méridionale), depuis 1989
- Tallinn, Estonie depuis 1992
- Gravelines, France depuis 1992